# Cymatium tigrinum
Cymatium tigrinum (nomeada, em inglês, tiger triton) é uma espécie de molusco gastrópode marinho, encontrada no leste do oceano Pacífico, pertencente à família Cymatiidae. Foi classificada por William Broderip, em 1833, com a denominação de Triton tigrinus (no gênero Triton) em texto: "Characters of new species of Mollusca and Conchifera, collected by Mr. Cuming", publicado no Proceedings of the Zoological Society of London.

## Descrição da concha
Conchas de 13 até 18 centímetros de comprimento, quando desenvolvidas, com coloração de creme a castanha, ou castanho-avermelhada, esculpidas por um suave relevo de cordões espirais nítidos, com tonalidade mais clara; dotadas de mais de uma variz e com o lábio externo formando uma reentrância, sendo arredondado. Espiral mais ou menos alta, pontiaguda. Apresentam um opérculo castanho, menor que sua ampla abertura e, por vezes, sua superfície recoberta por um perióstraco filamentoso e escurecido.

## Distribuição geográfica e habitat
Esta espécie está distribuída pelo Pacífico, na América, do golfo da Califórnia, no México, até o Equador, na América do Sul. Ocorre em bentos na zona nerítica até os 20 metros de profundidade.

A espécie C. tigrinum ocorre em grande parte da costa oeste da América.